# 郊区 (西安市)
西安市郊区，中国旧市辖区名。
1965年由西安市灞桥区、未央区、雁塔区、阿房区合置。在今陕西省西安市北郊、南郊、东郊、西郊地区。1980年撤销，划入灞桥区、未央区、雁塔区。

## 概况
根据1965年9月11日西安市人民委员会向陕西省人民委员会报送《关于调整西安市行政区划的请示报告》：因郊区区划较小，既管农村又管城市，分散领导力量，使工作受到很大影响，建议设为一个郊区，专管农村工作。
西安市郊区建立于1965年9月20日，面积735平方公里，约占1965年西安市总面积90.07%。人口52.91万，占西安市人口总数32.73%，区内农业人口44.1万。